# Image8
『image8 Huit』（イマージュ・ユイット）は、ソニー・ミュージックジャパン インターナショナル（ソニー・クラシカル）から2009年2月4日にBlu-ray Discの素材と製造技術を応用して開発した高品質音楽CD「Blu-spec CD」（規格品番：SICC-20025）と2009年6月24日にCD-DA（規格品番：SICC-1147）で発売されたコンピレーション・アルバム『image』シリーズの第8弾。

## 収録曲
1. ホワイトオーケストラ：チャイコフスキー「あし笛の踊り」
  - 作曲：ピョートル・チャイコフスキー
  - ソフトバンクモバイル　TV CM曲
2. 葉加瀬太郎「Another Sky」
  - 作曲：葉加瀬太郎
  - ANA GROUP CORPORATE IMAGE SOUND
3. セリーヌ・ディオン「A World To Believe In」
4. 吉俣良「篤姫（メインテーマ）」
  - 作曲：吉俣良
  - NHK大河ドラマ「篤姫」メインテーマ
5. 羽毛田丈史「ROOKIES 愛のテーマ」
  - 作曲：羽毛田丈史
  - TBS系ドラマ「ROOKIES」より
6. 宮本笑里「Les enfants de la Terre～地球のこどもたち～」
  - 作曲：服部隆之
  - TBS系テレビ「THE世界遺産」メインテーマ曲
7. コルネイユ「ロンリー・ナイツ～上を向いて歩こう～」
  - 作詞：永六輔　作曲：中村八大
8. 加古隆「明日への遺言」
  - 作曲：加古隆
  - 映画「明日への遺言」テーマ曲
9. 小松亮太「リベルタンゴ（2008大阪ライヴ）」
  - 作曲：アストル・ピアソラ　編曲：小松亮太
10. ゴンザレス三上 from ゴンチチ「課外授業」
  - 作曲：ゴンザレス三上
  - 大日本住友製薬CM曲
11. カノン「Wings to Fly～翼をください」
  - 作詞：山上路夫　作曲：村井邦彦　 編曲：カノン
  - NHK連続テレビ小説「ちりとてちん」挿入歌
12. 古澤巌「Fine Day!」
  - 作曲・編曲：竹下欣伸
  - テレビ朝日系「やじうまプラス」テーマ曲
13. 吉俣良「The theme of the flower shop without the rose」
  - 作曲：吉俣良
  - フジテレビ系ドラマ「薔薇のない花屋」テーマ曲
14. 松谷卓「幸せのレシピ」
  - 作曲：松谷卓
  - テレビ朝日「二人の食卓 〜ありがとうのレシピ〜」テーマ曲
15. 羽毛田丈史・宮本笑里・ゴンザレス三上fromゴンチチ・小松亮太・松谷卓「Hello, Goodbye」
  - 作曲：レノン＝マッカートニー　編曲：羽毛田丈史
  - 日本テレビ系「ズームイン!!SUPER」・「ズームイン!!サタデー」春のお天気テーマ
16. ジェイク・シマブクロ「In My Life」
17. 服部隆之「メインテーマ・オブ・華麗なる一族～For TV Edition～」
  - 作曲：服部隆之
  - TBS系ドラマ「華麗なる一族」テーマ曲
18. 宮本笑里×solita：「edelweiss」
  - 作詞：オスカー・ハマースタイン2世
  - 作曲：リチャード・ロジャース　編曲：権藤知彦
  - ワールド「Reflect（リフレクト）」CMイメージソング
19. 押尾コータロー「君がくれた時間～Solo Ver.～」
  - 作曲：押尾コータロー
  - 映画「三本木農業高校、馬術部」テーマ曲
20. 佐藤直紀「ALWAYS 三丁目の夕日 Opening Title」
  - 作曲：佐藤直紀
  - 映画「ALWAYS 三丁目の夕日」テーマ曲
21. 6 feat.TeN「さよならの向う側」
  - 作詞：阿木燿子　作曲：宇崎竜童　編曲：清水靖晃
  - 旭化成CM曲